# Cinchonidin
Cinchonidin je alkaloid nacházející se v chinovníku lékařském (Cinchona officinalis). Používá se v asymetrické syntéze. Je stereoizomerem cinchoninu.